# Polnischer Fußballpokal 1996/97

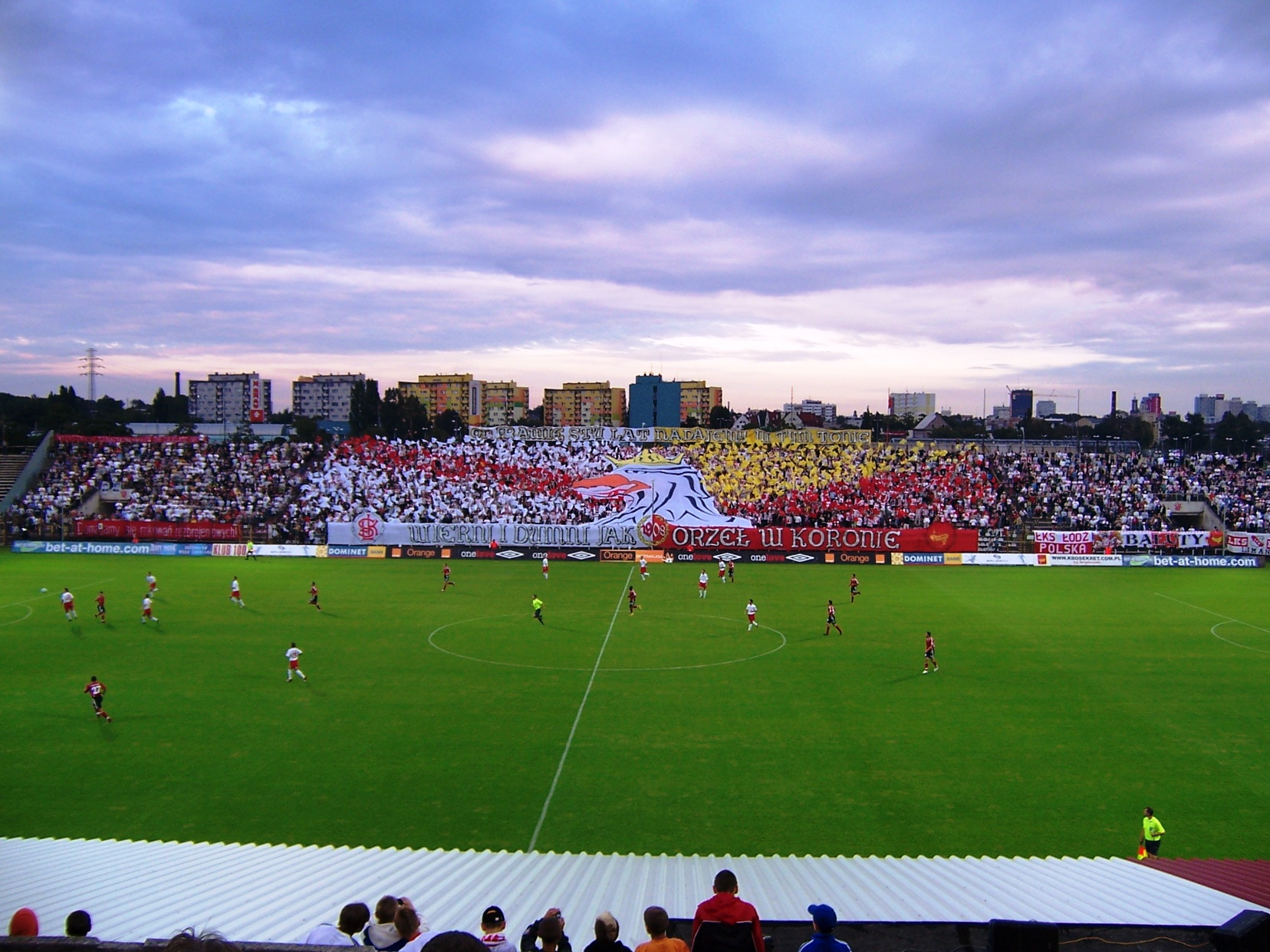
Stadion Miejski w Łodzi in Łódź, Austragungsort des polnischen Pokalfinales 1997

Der Puchar Polski 1996/97 war die 43. Ausspielung des polnischen Pokalwettbewerbs. Die erste Runde begann am 26. Juni 1996.
Im Finale am 29. Juni 1997 in Łódź kam es zur Neuauflage des Endspiels von 1995 zwischen Legia Warschau und GKS Katowice. Wie schon zwei Jahre zuvor entschied Legia die Partie mit 2:0 für sich und gewann damit bei seiner 17. Finalteilnahme zum zwölften Mal den nationalen Pokal. Für Gegner GKS Katowice war es im achten Endspiel die fünfte Niederlage. Durch den Pokalsieg qualifizierte sich Legia Warschau für die Teilnahme am Europapokal der Pokalsieger. Titelverteidiger Ruch Chorzów schied im Viertelfinale aus.

## Teilnehmende Mannschaften
An der Hauptrunde nahmen 103 Mannschaften teil.
| 1. Liga 18 Vereine der Saison 1995/96 | 2. Liga 36 Vereine der Saison 1995/96 | 49 regionale Teilnehmer aus den Woiwodschaften | 49 regionale Teilnehmer aus den Woiwodschaften | 49 regionale Teilnehmer aus den Woiwodschaften |
| Widzew Łódź Legia Warschau Hutnik Krakau ŁKS Łódź Amica Wronki OKS Stomil Olsztyn Lech Posen Raków Częstochowa Sokół Tychy Zagłębie Lubin GKS Katowice Górnik Zabrze GKS Bełchatów Śląsk Wrocław Pogoń Szczecin Lechia/Olimpia Gdańsk Stal Mielec Siarka Tarnobrzeg | Gruppe I Odra Wodzisław Ruch Chorzów (TV) Zawisza Bydgoszcz Krisbut Myszków Polonia Bytom Szombierki Bytom Górnik Konin Varta Namyslow Stilon Gorzów Wielkopolski Naprzód Rydułtowy Miedź Legnica Chrobry Głogów Chemik Police Lechia Zielona Góra Warta Posen Ślęza Wrocław Polonia Gdańsk Bałtyk Gdynia Gruppe II Polonia Warschau Wisła Krakau Petrochemia Płock Jeziorak Iława Unia Tarnów Świt Nowy Dwór Mazowiecki KS Cracovia Stal Stalowa Wola RKS Radomsko Okocimski KS Brzesko Avia Świdnik Pomezania Malbork KSZO Ostrowiec Świętokrzyski Hetman Zamość Jagiellonia Białystok Hutnik Warschau KS Lublinianka Motor Lublin | - W. Biała Podlaska LKS Terespol - W. Białystok Włókniarz Białystok - W. Bielsko-Biała Morcinek Kaczyce - W. Bydgoszcz Goplania Inowrocław - W. Chełm Zadrzew Zawadówka - W. Ciechanów Mławianka Mława - W. Częstochowa Raków II Częstochowa - W. Elbląg Polonia Elbląg - W. Gdańsk LKS Kolbudy - W. Gorzów Lubuszanin Drezdenko - W. Jelenia Góra KemBud Jelenia Góra - W. Kalisz LKS Jankowy - W. Katowice Victoria Jaworzno - W. Kielce Błękitni Kielce - W. Konin Hetman Orchowo - W. Koszalin Gwardia Koszalin - W. Kraków Wawel Krakau - W. Krosno Stal Sanok - W. Legnica Górnik Polkowice - W. Leszno Obra Kościan - W. Lublin Górnik Łęczna - W. Łomża LKS Łomża - W. Łódź Start Łódź - W. Nowy Sącz LKS Zawada Nowy Sącz - W. Olsztyn Warmia Olsztyn | - W. Opole Odra Opole - W. Ostrołęka MKS Przasnysz - W. Piła Orzeł Biały Wałcz - W. Piotrków LKS Ceramika Opoczno - W. Płock MKS Kutno - W. Poznań Groclin Grodzisk Wielkopolski - W. Przemyśl Polonia Przemyśl - W. Radom MZKS Kozienice - W. Rzeszów Stal Rzeszów - W. Siedlce Pogoń Siedlce - W. Sieradz Pogoń Zduńska Wola - W. Skierniewice Orkan Sochaczew - W. Słupsk Pogoń Lębork - W. Suwałki Wigry Suwałki - W. Szczecin Hutnik Szczecin - W. Tarnobrzeg Tłoki Gorzyce - W. Tarnów Wisłoka Dębica - W. Toruń Elana Toruń - W. Wałbrzych Sparta Ziębice - W. Warszawa Okęcie Warschau - W. Włocławek Mień Lipno - W. Wrocław Moto Jelcz Oława - W. Zamość Lada Bilgóraj - W. Zielona Góra Piast Czerwieńsk |                                                |

## Vorrunde
Die Vorrunde fand zwischen dem 26. Juni und 15. Juli 1996 mit 18 von 49 Teilnehmern aus den Woiwodschaften statt. Die übrigen Vertreter der Woiwodschaften hatten ein Freilos.
| Datum      |                               | Ergebnis |                     |
| ---------- | ----------------------------- | -------- | ------------------- |
| 26.06.1996 | Orkan Sochaczew               | 1:3      | Okęcie Warschau     |
| 30.06.1996 | Hetman Orchowo                | 0:5      | Pogoń Zduńska Wola  |
| 03.07.1996 | Groclin Grodzisk Wielkopolski | 4:2      | Orzeł Biały Wałcz   |
| 03.07.1996 | Górnik Polkowice              | 2:3      | KemBud Jelenia Góra |
| 03.07.1996 | Obra Kościan                  | 4:0      | LKS Jankowy         |
| 03.07.1996 | LKS Terespol                  | 0:5      | Pogoń Siedlce       |
| 03.07.1996 | Pogoń Lębork                  | 13:0 1   | Goplania Inowrocław |
| 03.07.1996 | Morcinek Kaczyce              | 0:8      | Wawel Krakau        |
| 15.07.1996 | Victoria Jaworzno             | 5:3      | Odra Opole          |

## 1. Runde
Die 1. Runde fand am 24. und 28. Juli 1996 statt.
| Datum      |                      | Ergebnis              |                               |
| ---------- | -------------------- | --------------------- | ----------------------------- |
| 24.07.1996 | Polonia Elbląg       | 0:3                   | Warmia Olsztyn                |
| 24.07.1996 | Błękitni Kielce      | 0:6                   | LKS Ceramika Opoczno          |
| 24.07.1996 | LKS Zawada Nowy Sącz | 0:2                   | Tłoki Gorzyce                 |
| 24.07.1996 | Lubuszanin Drezdenko | 1:0                   | Okęcie Warschau               |
| 24.07.1996 | Włókniarz Białystok  | 1:2 n. V.             | Wigry Suwałki                 |
| 24.07.1996 | Pogoń Siedlce        | 3:1                   | LKS Łomża                     |
| 24.07.1996 | LKS Kolbudy          | 1:2                   | Pogoń Lębork                  |
| 24.07.1996 | Mławianka Mława      | 5:3 n. V.             | Elana Toruń                   |
| 24.07.1996 | Gwardia Koszalin     | 1:0                   | Groclin Grodzisk Wielkopolski |
| 24.07.1996 | KemBud Jelenia Góra  | 2:1 n. V.             | Hutnik Szczecin               |
| 24.07.1996 | Zadrzew Zawadówka    | 0:7                   | Górnik Łęczna                 |
| 24.07.1996 | Piast Czerwieńsk     | 1:2                   | Obra Kościan                  |
| 24.07.1996 | MKS Przasnysz        | 0:2                   | MKS Kutno                     |
| 24.07.1996 | Pogoń Zduńska Wola   | 1:2 n. V.             | Mień Lipno                    |
| 24.07.1996 | MZKS Kozienice       | 2:2 n. V. (3:4 i. E.) | Start Łódź                    |
| 24.07.1996 | Victoria Jaworzno    | 3:2                   | Wawel Krakau                  |
| 24.07.1996 | Sparta Ziębice       | 2:2 n. V. (4:3 i. E.) | Moto Jelcz Oława              |
| 24.07.1996 | Raków II Częstochowa | 4:1                   | Wisłoka Dębica                |
| 24.07.1996 | Polonia Przemyśl     | 2:1                   | Stal Sanok                    |
| 28.07.1996 | Lada Bilgóraj        | 1:3                   | Stal Rzeszów                  |

## 2. Runde
Die Spiele der 2. Runde wurden zwischen dem 6., 7. und 28. August 1996 ausgetragen. Es nahmen die Gewinner der 1. Runde sowie die Mannschaften der 2. Liga der Saison 1995/96 teil.
| Datum      |                       | Ergebnis              |                              |
| ---------- | --------------------- | --------------------- | ---------------------------- |
| 06.08.1996 | LKS Ceramika Opoczno  | 2:3                   | Wisła Krakau                 |
| 06.08.1996 | Warmia Olsztyn        | 0:2                   | Polonia Warschau             |
| 06.08.1996 | Mień Lipno            | 0:2                   | Miedź Legnica                |
| 06.08.1996 | Wigry Suwałki         | 0:2                   | Jeziorak Iława               |
| 06.08.1996 | Start Łódź            | 3:1                   | Naprzód Rydułtowy            |
| 07.08.1996 | Hutnik Warschau       | 0:3                   | Krisbut Myszków              |
| 07.08.1996 | Motor Lublin          | 0:1                   | Okocimski KS Brzesko         |
| 07.08.1996 | Pogoń Siedlce         | 1:0                   | KSZO Ostrowiec Świętokrzyski |
| 07.08.1996 | Stal Rzeszów          | 4:0                   | Avia Świdnik                 |
| 07.08.1996 | Victoria Jaworzno     | 2:0                   | RKS Radomsko                 |
| 07.08.1996 | Tłoki Gorzyce         | 0:2                   | Cracovia                     |
| 07.08.1996 | Raków II Częstochowa  | 1:0 n. V.             | Polonia Bytom                |
| 07.08.1996 | Sparta Ziębice        | 1:2                   | Odra Wodzisław               |
| 07.08.1996 | Pogoń Lębork          | 1:3                   | Zawisza Bydgoszcz            |
| 07.08.1996 | KemBud Jelenia Góra   | 0:1 n. V.             | Szombierki Bytom             |
| 07.08.1996 | Polonia Gdańsk        | 0:2                   | Górnik Konin                 |
| 07.08.1996 | Bałtyk Gdynia         | 0:2                   | Varta Namyslow               |
| 07.08.1996 | Gwardia Koszalin      | 1:2 n. V.             | Stilon Gorzów Wielkopolski   |
| 07.08.1996 | Warta Posen           | 3:2                   | Chrobry Głogów               |
| 07.08.1996 | Ślęza Wrocław         | 0:1                   | Lechia Zielona Góra          |
| 07.08.1996 | Mławianka Mława       | 2:4 n. V.             | Petrochemia Płock            |
| 07.08.1996 | Górnik Łęczna         | 0:3                   | Unia Tarnów                  |
| 07.08.1996 | MKS Kutno             | 0:1                   | Świt Nowy Dwór Mazowiecki    |
| 07.08.1996 | KS Lublinianka        | 0:2                   | Stal Stalowa Wola            |
| 07.08.1996 | Jagiellonia Białystok | 2:2 n. V. (5:4 i. E.) | Pomezania Malbork            |
| 07.08.1996 | Lubuszanin Drezdenko  | 2:1 n. V.             | Chemik Police                |
| 07.08.1996 | Polonia Przemysl      | 2:3                   | Hetman Zamość                |
| 28.08.1996 | Obra Kościan          | 0:3                   | Ruch Chorzów                 |

## 3. Runde
Die Spiele der 3. Runde fanden am 21. August und 19. September 1996 mit den Gewinnern der 2. Runde statt.
| Datum      |                       | Ergebnis              |                            |
| ---------- | --------------------- | --------------------- | -------------------------- |
| 21.08.1996 | Cracovia              | 0:1                   | Odra Wodzisław             |
| 21.08.1996 | Hetman Zamość         | 3:0                   | Świt Nowy Dwór Mazowiecki  |
| 21.08.1996 | Victoria Jaworzno     | 1:2                   | Wisła Krakau               |
| 21.08.1996 | Okocimski KS Brzesko  | 0:2                   | Krisbut Myszków            |
| 21.08.1996 | Stal Rzeszów          | 2:1 n. V.             | Unia Tarnów                |
| 21.08.1996 | Raków II Częstochowa  | 1:1 n. V. (3:1 i. E.) | Stal Stalowa Wola          |
| 21.08.1996 | Pogoń Siedlce         | 0:6                   | Polonia Warschau           |
| 21.08.1996 | Jagiellonia Białystok | 0:2                   | Jeziorak Iława             |
| 21.08.1996 | Miedź Legnica         | 5:2                   | Szombierki Bytom           |
| 21.08.1996 | Start Łódź            | 2:3                   | Zawisza Bydgoszcz          |
| 21.08.1996 | Górnik Konin          | 0:1                   | Petrochemia Płock          |
| 21.08.1996 | Lubuszanin Drezdenko  | 3:0                   | Lechia Zielona Góra        |
| 21.08.1996 | Warta Posen           | 0:1                   | Stilon Gorzów Wielkopolski |
| 19.09.1996 | Varta Namyslow        | 0:2                   | Ruch Chorzów               |

## 4. Runde
Die 4. Runde fand am 28. und 29. September 1996 mit den Gewinnern der 3. Runde statt. Hinzu kamen die 18 Mannschaften der 1. Liga.
| Datum      |                            | Ergebnis              |                    |
| ---------- | -------------------------- | --------------------- | ------------------ |
| 2X.09.1996 | Siarka Tarnobrzeg          | 1:2 n. V.             | Odra Wodzisław     |
| 2X.09.1996 | Hetman Zamość              | 4:2                   | Sokół Tychy        |
| 2X.09.1996 | Lechia/Olimpia Gdańsk      | 1:4 n. V.             | Polonia Warschau   |
| 2X.09.1996 | Krisbut Myszków            | 0:1                   | Zagłębie Lubin     |
| 2X.09.1996 | Stal Rzeszów               | 0:1                   | Raków Częstochowa  |
| 2X.09.1996 | Raków II Częstochowa       | 0:4 n. V.             | GKS Katowice       |
| 2X.09.1996 | Wisła Krakau               | 1:0                   | ŁKS Łódź           |
| 2X.09.1996 | Jeziorak Iława             | 1:3 n. V.             | Legia Warschau     |
| 2X.09.1996 | Miedź Legnica              | 3:4                   | Górnik Zabrze      |
| 2X.09.1996 | Zawisza Bydgoszcz          | 0:3                   | OKS Stomil Olsztyn |
| 2X.09.1996 | Petrochemia Płock          | 5:3 n. V.             | GKS Bełchatów      |
| 2X.09.1996 | Lubuszanin Drezdenko       | 0:5                   | Amica Wronki       |
| 2X.09.1996 | Stilon Gorzów Wielkopolski | 0:3                   | Widzew Łódź        |
| 2X.09.1996 | Ruch Chorzów               | 3:2 n. V.             | Śląsk Wrocław      |
| 2X.09.1996 | Stal Mielec                | 4:2                   | Hutnik Krakau      |
| 2X.09.1996 | Pogoń Szczecin             | 1:1 n. V. (4:3 i. E.) | Lech Posen         |

## 5. Runde
Die 5. Runde fand am 9. und 13. November 1996 mit den Gewinnern der 4. Runde statt.
| Datum      |                   | Ergebnis |                    |
| ---------- | ----------------- | -------- | ------------------ |
| 09.11.1996 | Hetman Zamość     | 1:0      | Wisła Krakau       |
| 09.11.1996 | Petrochemia Płock | 4:0      | OKS Stomil Olsztyn |
| 13.11.1996 | Stal Mielec       | 0:4      | Odra Wodzisław     |
| 13.11.1996 | Pogoń Szczecin    | 4:0      | Amica Wronki       |
| 13.11.1996 | Widzew Łódź       | 5:1      | Raków Częstochowa  |
| 13.11.1996 | Ruch Chorzów      | 1:0      | Polonia Warschau   |
| 13.11.1996 | GKS Katowice      | 3:0      | Zagłębie Lubin     |
| 13.11.1996 | Legia Warschau    | 1:0      | Górnik Zabrze      |

## Viertelfinale
Die Viertelfinalspiele fanden am 16. April 1997 statt.
| Datum      |                   | Ergebnis |                |
| ---------- | ----------------- | -------- | -------------- |
| 16.04.1997 | Odra Wodzisław    | 3:2      | Ruch Chorzów   |
| 16.04.1997 | Petrochemia Płock | 2:3      | Widzew Łódź    |
| 16.04.1997 | Legia Warschau    | 4:1      | Pogoń Szczecin |
| 16.04.1997 | GKS Katowice      | 4:0      | Hetman Zamość  |

## Halbfinale
Die Halbfinalspiele fanden am 14. Mai 1997 statt.
| Datum      |                | Ergebnis |                |
| ---------- | -------------- | -------- | -------------- |
| 14.05.1997 | Legia Warschau | 3:0      | Odra Wodzisław |
| 14.05.1997 | GKS Katowice   | 2:0      | Widzew Łódź    |

## Finale
| Legia Warschau                              | Legia Warschau | GKS Katowice | GKS Katowice |
| ------------------------------------------- | --- | --- | ------------ |
| Legia Warschau                              | \| 29. Juni 1997 in Łódź (ŁKS-Stadion) \| \| Ergebnis: 2:0 (1:0) \| \| Zuschauer: 4.000 \| \| Schiedsrichter: Zbigniew Przesmycki (Posen) \| | \| 29. Juni 1997 in Łódź (ŁKS-Stadion) \| \| Ergebnis: 2:0 (1:0) \| \| Zuschauer: 4.000 \| \| Schiedsrichter: Zbigniew Przesmycki (Posen) \| | GKS Katowice |
| Legia Warschau                              | Grzegorz Szamotulski – Marcin Jałocha, Jacek Zieliński, Igor Kozioł, Paweł Skrzypek – Sylwester Czereszewski, Tomasz Sokołowski I, Dariusz Czykier, Jacek Bednarz (61. Jacek Kacprzak) – Ryszard Staniek, Cezary Kucharski Cheftrainer: Mirosław Jabłoński | Mariusz Luncik – Artur Adamus, Mirosław Widuch, Paweł Pęczak, Tomasz Owczarek (55. Adam Kucz) – Adam Ledwoń, Sławomir Wojciechowski, Bartosz Karwan, Adam Bała, Mariusz Muszalik (65. Bogdan Pikuta) – Jan Furtok (83. Marcin Polarz) Cheftrainer: Piotr Piekarczyk | GKS Katowice |
| Legia Warschau                              | 1:0 Sylwester Czereszewski (41.) 2:0 Tomasz Sokołowski I (86.) | | GKS Katowice |
| Legia Warschau                              | Tomasz Sokołowski I | Artur Adamus, Mirosław Widuch, Paweł Pęczak | GKS Katowice |
| 29. Juni 1997 in Łódź (ŁKS-Stadion)         | | |              |
| Ergebnis: 2:0 (1:0)                         | | |              |
| Zuschauer: 4.000                            | | |              |
| Schiedsrichter: Zbigniew Przesmycki (Posen) | | |              |